# Zorilispe seriepunctata
Zorilispe seriepunctata là một loài bọ cánh cứng trong họ Cerambycidae.